# رين فينيكس
رين فينيكس (بالإنجليزية: Rain Phoenix)‏ (و. 1972  م) هي موسيقية، وممثلة تلفزيونية، وممثلة أفلام أمريكية، ولدت في كروكيت، بدأت مشوارها المهني سنة 1991.

## وصلات خارجية
- رين فينيكس على موقع IMDb (الإنجليزية)
- رين فينيكس على موقع ألو سيني (الفرنسية)
- رين فينيكس على موقع ميوزك برينز (الإنجليزية)
- رين فينيكس على موقع أول موفي (الإنجليزية)
- رين فينيكس على موقع قاعدة بيانات الأفلام السويدية (السويدية)
- رين فينيكس على موقع إن إن دي بي (الإنجليزية)
- رين فينيكس على موقع ديسكوغز (الإنجليزية)
- رين فينيكس على موقع قاعدة بيانات الفيلم (الإنجليزية)
- رين فينيكس على موقع كينوبويسك (الروسية)